# Kabataş
Kabataş és un barri del districte de Beyoğlu a Istanbul, Turquia. Es troba a la riba europea del Bòsfor, entre Beşiktaş i Karaköy. Aquí arrenca la línia T1 de tramvia Kabataş-Bağcılar.